# Джей Лейда
Лейда Джей (12 лютого 1910 — 15 лютого 1988) — американський кінознавець.
Народився 12 лютого 1910 року. В 1933—1935 роках навчався як практикант у С. Ейзенштейна у Всесоюзному державному інституті кінематографії. З 1936 року працював у Відділі кіно Музею сучасного мистецтва в Нью-Йорку, потім — в кіноархівах Парижа (1957—1958), Китаю (1959—1964), НДР (1964—1969).
Приділив увагу творчості О. Довженка у книзі «Кіно. Історія російського і радянського фільму» (Лондон, 1960).